# Réserve nationale de chasse et de faune sauvage des Bauges
La réserve nationale de chasse et de faune sauvage des Bauges est une aire protégée de France ayant le statut de réserve nationale de chasse et de faune sauvage. Elle se trouve dans la partie orientale du massif des Bauges, couvrant ses plus hauts sommets entre la Savoie et la Haute-Savoie. Elle mesure 5 200 hectares de superficie sur les communes de Chevaline, Doussard, Giez et Faverges-Seythenex en Haute-Savoie et de Jarsy, École, Plancherine, Verrens-Arvey, Cléry, Montailleur et Grésy-sur-Isère en Savoie.